# 語境
語境（context）在語言學科（语言学、社会语言学、篇章分析、语用学、符號學、人类学等）中，是指围绕聚焦事件（在这些学科中通常是指某种沟通事件）的一些对象或实体。语境是“围绕特定事件并为该事件的适当解释提供资源的解读框架”，因此是一个相对的概念，只能针对一情境框架内的某个聚焦事件解释，而非独立于框架之外。
語境概念最早由波蘭人類學家布罗尼斯拉夫·马林诺夫斯基所提出，分為情景語境和文化語境；也可以區分成語言性語境和社會性語境。
语境（语言的文化背景、情绪景象、时空环境等）的介入，一方面使多义的语言符号趋向单义，另一方面又使语言符号节外生枝，增生出“语境意义”。语境意义甚至可以掩盖语言符号自身具有的意义而成为交际的主信息。语境也控制着交际者对语言符号的选用。我们这里所谓的语境意义，是指在语境中，语言符号实际具有的涵义，包括赋予义和解释义。